# Indian Springs (Nevada)
Indian Springs és una concentració de població designada pel cens al comtat de Clark a l'estat de Nevada. Segons el cens del 2000 tenia 1.302 habitants. La comunitat va rebre el nom pel fet que els indis s'havien establert a les fonts properes al lloc original de la localitat.

## Demografia
Segons el cens del 2000, Indian Springs tenia 1.302 habitants, 526 habitatges, i 342 famílies La densitat de població era de 26,41 habitants per km².
Dels 526 habitatges en un 32,1% hi vivien nens de menys de 18 anys, en un 44,3% hi vivien parelles casades, en un 13,1% dones solteres, i en un 35,0% no eren unitats familiars. En el 30,2% dels habitatges hi vivien persones soles el 9,3% de les quals corresponia a persones de 65 anys o més que vivien soles. El nombre mitjà de persones vivint en cada habitatge era de 2,48 i el nombre mitjà de persones que vivien en cada família era de 3,05.
Per edats la població es repartia de la següent manera: un 29,0% tenia menys de 18 anys, un 8,5% entre 18 i 24, un 23,4% entre 25 i 44, un 28,0% de 45 a 64 i un 11,1% 65 anys o més.
L'edat mediana era de 37,2 anys. Per cada 100 dones hi havia 105,04 homes. Per cada 100 dones de 18 o més anys hi havia 108,33 homes.
La renda mediana per habitatge era de 40.966 $ i la renda mediana per família de 40.608 $. Els homes tenien una renda mediana de 35.609 $ mentre que les dones 24.286 $. La renda per capita de la població era de 14.687 $. Aproximadament el 7,2% de les famílies i el 10,7% de la població estaven per davall del llindar de pobresa.

## Poblacions properes
El següent diagrama mostra les poblacions més properes.